# 吉備品遅部雄鯽
吉備品遅部雄鯽（きび の ほむちべ の おふな）は、古墳時代の豪族。仁徳天皇の舎人（とねり）であろうと想定される。

## 経歴
「品遅部」（ほむちべ）とは、『古事記』の本牟智和気王（ほむちわけ の おおきみ）の挿話で、皇子がしゃべれるようになった際に設置された品部（名代）である。『日本書紀』には「誉津部」（ほむつべ）とあり、なぜここで『古事記』の方の表記が用いられたのかは不明である。誉津部は大和国・山背国・伊勢国・越前国・越中国・但馬国・出雲国・播磨国・備後国・周防国・阿波国に分布し、因幡国・安芸国にも地名よりその存在が想像される。この部の伴造の姓は中央では「君」、地方では「君・公・首」などであったという。
仁徳天皇40年、天皇が妃の候補とした雌鳥皇女（めとりのひめみこ）が隼別皇子（はやぶさわけのみこ）と逃亡したとき、天皇の命で佐伯阿俄能胡（さえきのあがのこ）とともに二人を追跡し、伊勢（いせ）の蒋代野（こもしろの）で追いついて殺し、廬杵河（いおきがわ）のほとりに埋めたという。
その際に、皇后八田皇女から、「皇女の齎（も）たる足玉手玉をな取りそ」と命じられていた。しかし、雄鯽らは皇女の玉を探って、裳の中から玉を手に入れた。八田皇后から、皇女の玉を見たのかと尋ねられても「見ず」と偽証して答えた、という。
のちに玉は近江山君稚守山の妻と、采女磐坂媛が身につけた状態で発見された。新嘗祭のあった11月に豊明節会があり、五位以上のものだけが参加できる酒宴の席での出来事であった。二人は、玉は佐伯阿俄能胡の妻のものだと証言した。
察するに、雄鯽が死者の所持品を我が物にすることを厭い、阿俄能胡に献上し、それを近江山君稚守山の妻と采女磐坂媛が借りて、公式の場に出てきたのである。
以後、佐伯阿俄能胡は罰せられたが、彼が罪に服したという記述は『日本書紀』には掲載されていない。『古事記』では、彼と阿俄能胡の役割を、「山部大楯連」（やまべ の おおたて の むらじ）が行っている。